# Aermacchi Ala Blu-serie
De Aermacchi Ala Blu-serie was een kleine serie motorfietsen die door het Italiaanse merk Aermacchi werd geproduceerd.

## Aermacchi Ala Blu 250 Turismo
De Aermacchi Ala Blu 250 Turismo kwam in 1967 op de markt. De motor kwam van de Aermacchi Ala Azzurra 250. Dat was een luchtgekoelde eencilinder kopklepmotor met stoterstangen. De cilinder lag vrijwel plat onder een hoek van 165°. Aan het linker uiteinde van de krukas zat een meervoudige natte platenkoppeling en van daaruit werd de versnellingsbak door tandwielen aangedreven. Deze had aanvankelijk vier versnellingen die door een hak-teen schakeling aan de linkerkant werden geschakeld. Er was een 24 mm Dell'Orto carburateur gemonteerd en de benzinetank bevatte 17 liter. De machine had een ruggengraatframe met een centrale buis en aan de voorkant was een Upside Down-voorvork gemonteerd. Achter zat een normale swingarm met twee veer/demperelementen. De Ala Blu kreeg wel grotere wielen: 18 inch achter en 19 inch voor. Uiterlijk had de machine veel weg van de toenmalige Harley-Davidson Sprint (ook een product van Aermacchi), maar de Ala Blu miste het Amerikaanse luchtfilter en de Amerikaanse uitlaat. De productie van de Ala Blu eindigde binnen een jaar en mogelijk zijn er slechts 27 exemplaren gebouwd.

## Aermacchi Ala Blu 250 GT
Nog in hetzelfde jaar volgde de Aermacchi Ala Blu 250 5M of 250 GT met vijf versnellingen. De Ala Blu 250 Turismo kon ook met vijf versnellingen geleverd worden, maar tegen een meerprijs van 15.000 lire. De 250 GT was echter maar 11.000 lire duurder. De 250 GT bleef tot 1972 in productie en er werden ongeveer 700 exemplaren geproduceerd.

## Technische gegevens
| Aermacchi              | Ala Blu 250 Turismo               | Ala Blu 250 GT                    |
| ---------------------- | --------------------------------- | --------------------------------- |
| Periode                | 1967-1968                         | 1967-1972                         |
| Categorie              | toermotor                         | toermotor                         |
| Motortype              | viertakt OHV                      | viertakt OHV                      |
| Bouwwijze              | liggende (165°) eencilinder       | liggende (165°) eencilinder       |
| boring                 | 66 mm                             | 66 mm                             |
| slag                   | 72 mm                             | 72 mm                             |
| Cilinderinhoud         | 246,3 cc                          | 246,3 cc                          |
| Carburateur(s)         | Dell'Oro UB 24 BS2                | Dell'Oro UB 24 BS2                |
| Smeersysteem           | wet sump systeem                  | wet sump systeem                  |
| Compressieverhouding   | 8,5:1                             | 8,5:1                             |
| Max. Vermogen          | 13,2 kW/18 pk bij 6.750 tpm       | 13,2 kW/18 pk bij 6.750 tpm       |
| Topsnelheid            | 130 km/h                          | 130 km/h                          |
| Primaire aandrijving   | tandwielen                        | tandwielen                        |
| koppeling              | meervoudige natte platenkoppeling | meervoudige natte platenkoppeling |
| versnellingen          | 4, tegen meerprijs 5              | 5                                 |
| Secundaire aandrijving | ketting                           | ketting                           |
| Rijwielgedeelte        | ruggengraatframe                  | ruggengraatframe                  |
| Voorvork               | Upside Down-voorvork              | Upside Down-voorvork              |
| Achtervork             | swingarm                          | swingarm                          |
| Remmen                 | trommelremmen                     | trommelremmen                     |
| Tankinhoud             | 17 liter                          | 17 liter                          |
| Droog gewicht          | onbekend                          | onbekend                          |